# مقعد طيران

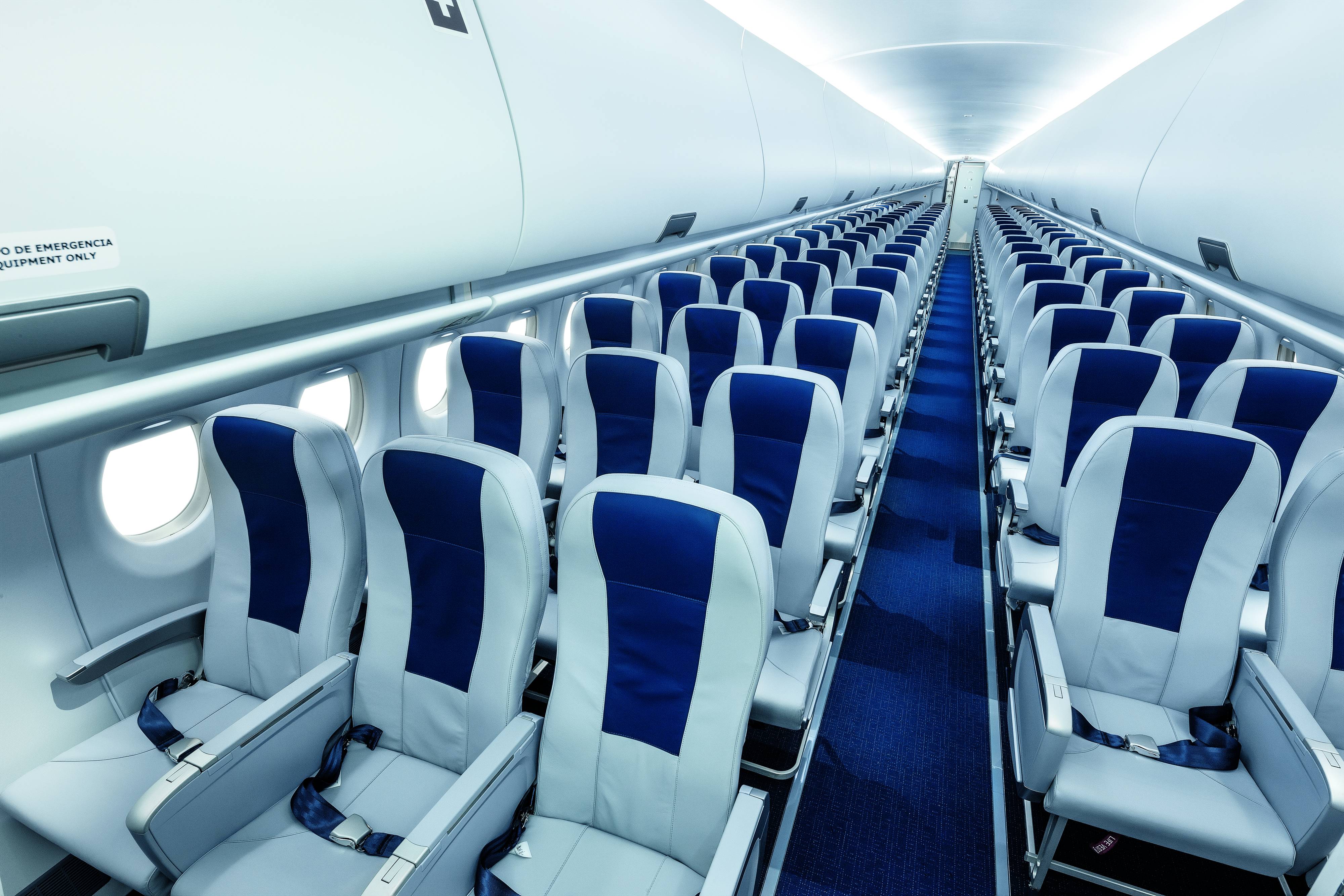
مقاعد الركاب على متن سوخوي سوبرجت 100

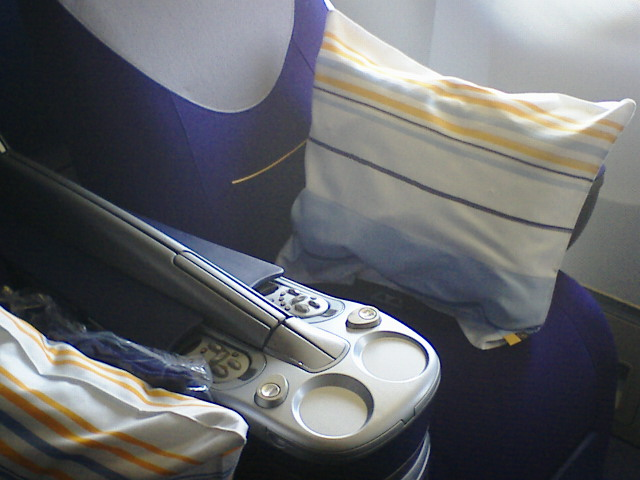
مقعد درجة رجال الأعمال في طائرة لوفتهانزا بوينغ 747-400

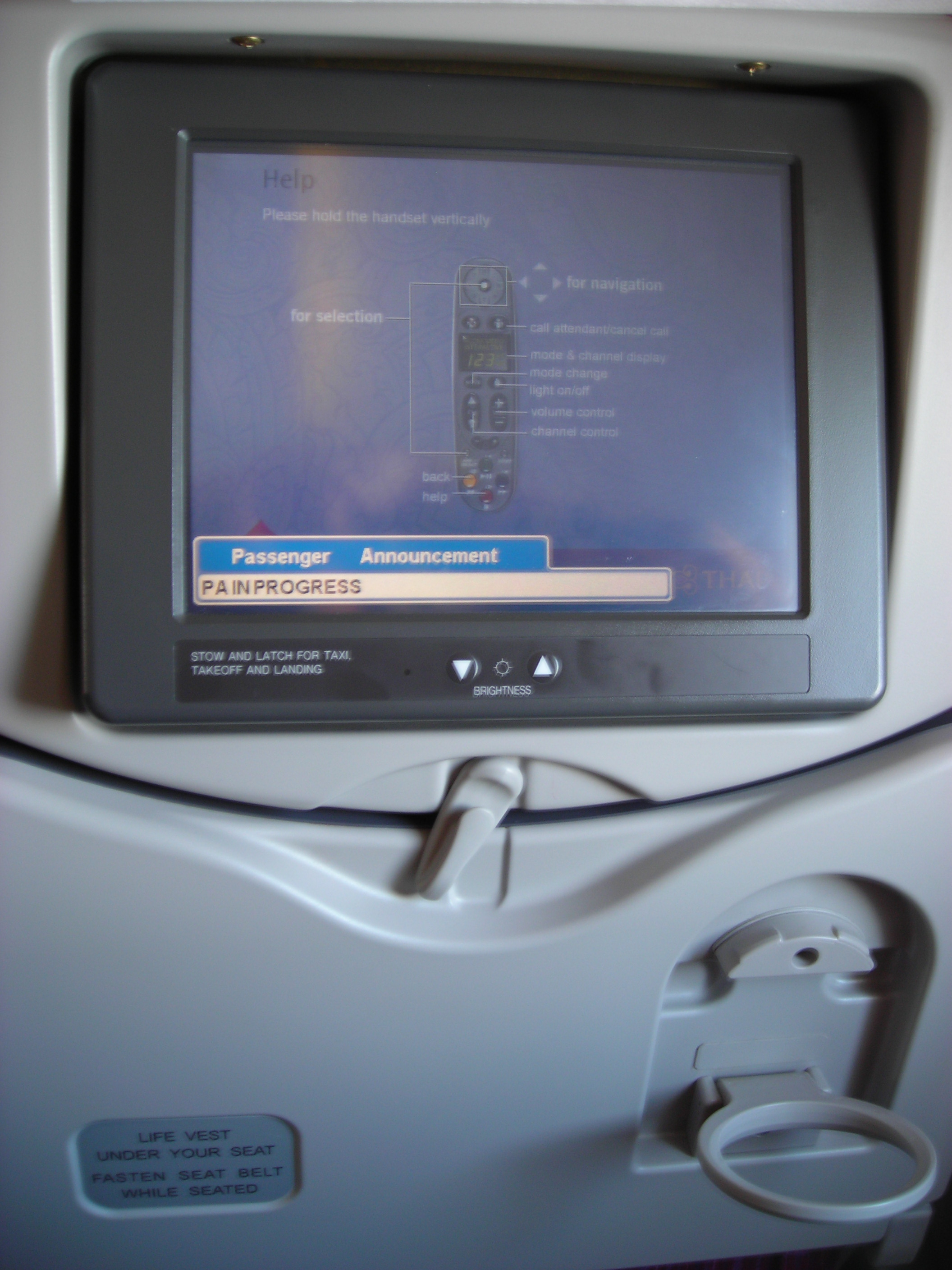
شاشة تحكم مثبتة على مقعد طيران من الدرجة السياحية (الخطوط الجوية الدولية التايلاندية إيرباص إيه 340)؛ الدرج مخزّن.

مقعد الطائرة أو مقعد شركة الطيران (airline seat) هو مقعد على متن طائرة يتم فيه استيعاب الركاب طوال مدة الرحلة. عادة ما يتم ترتيب هذه المقاعد في صفوف تمتد عبر جسم الطائرة. الرسم التخطيطي لهذه المقاعد في الطائرة يسمى خريطة مقاعد الطائرة.

## الميزات ووسائل الراحة
يتم تثبيت المقاعد على قضبان تحت الأرض تمتد على طول جسم الطائرة. إذا أرادت شركة الطيران إعادة تكوين المقاعد، فهذه عملية بسيطة. من أجل سلامة الركاب، تم تجهيز جميع مقاعد شركات الطيران بأحزمة الأمان.

### المرافق الأساسية

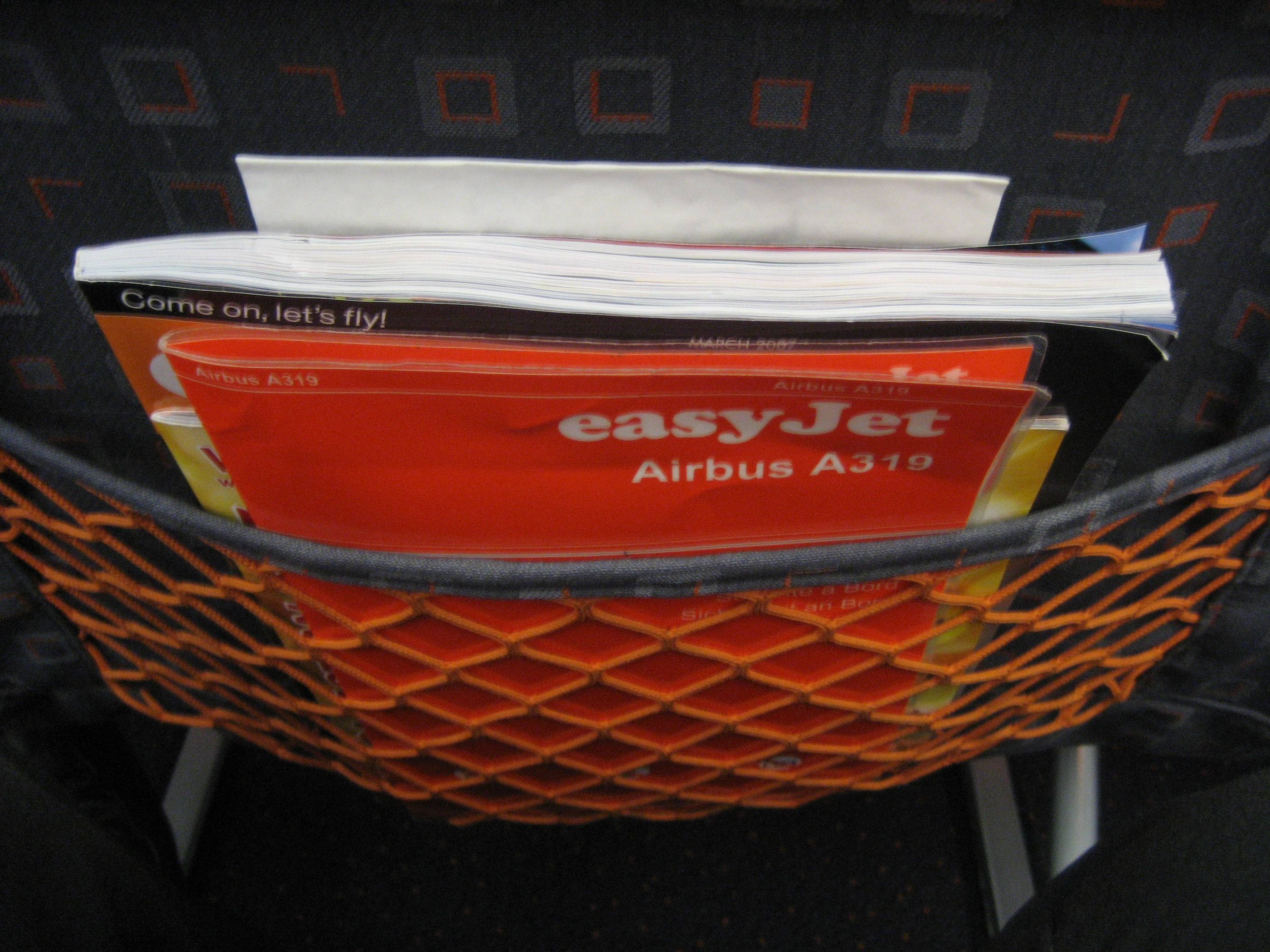
جيب مقعد على متن طائرة إيرباص إيه 319 يحتوي على بطاقة أمان ومجلات وحقيبة دوار

غالبًا ما تكون المقاعد مجهزة بوسائل راحة أخرى. قد تكون مقاعد الخطوط الجوية مجهزة بآلية إمالة لزيادة راحة الركاب، إما بالاستلقاء ميكانيكيًا (عادةً في الدرجة الاقتصادية والدرجة الأولى ودرجة رجال الأعمال لمسافات قصيرة) أو كهربائيًا (عادةً في الدرجة الأولى لمسافات طويلة ودرجة رجال الأعمال). تحتوي معظم الطائرات أيضًا على صواني للأكل والقراءة، إما في ظهر المقعد الذي يطوي لأسفل لتشكيل طاولة صغيرة في معظم مقاعد الدرجة الاقتصادية، أو داخل مسند الذراع الذي يطوى في معظم مقاعد الدرجة الأولى ودرجة رجال الأعمال والحاجز ومقاعد صف الخروج. تحتوي معظم مقاعد شركات الطيران أيضًا على جيب قد يحتوي على مجلة على متن الطائرة وتعليمات السلامة.
على الطائرات الصغيرة وقصيرة المدى، أو على شركات النقل منخفضة التكلفة، قد لا يتم تثبيت بعض هذه المرافق. على سبيل المثال، في العديد من الطائرات، قامت رايان إير بتركيب مقاعد غير قابلة للإمالة بدون جيوب للمقاعد مع أدلة السلامة المثبتة في ظهر المقعد بدلاً من ذلك. حتى في الطائرات ذات المقاعد القابلة للإمالة، قد يكون لبعض المقاعد انحناء مقيد أو بدون إمالة. عادةً ما يكون هذا هو الصف الخلفي من الكابينة حيث يسد الحاجز الخلفي المنحنى، أو المقاعد الموجودة مباشرة أمام مخرج الطوارئ حيث قد يقيد المقعد المائل الوصول إلى مخرج الطوارئ، مما يؤدي إلى خطر محتمل على السلامة. غالبًا ما تحذر مواقع مراجعة المقاعد المستقلة مثل SeatGuru الركاب من هذه المقاعد. أثناء الإقلاع والهبوط، يطلب الطاقم من الركاب وضع مقاعدهم في وضع «عمودي» (غير مائل) ورفع طاولاتهم وتخزينها.

### وسائل الراحة المتقدمة

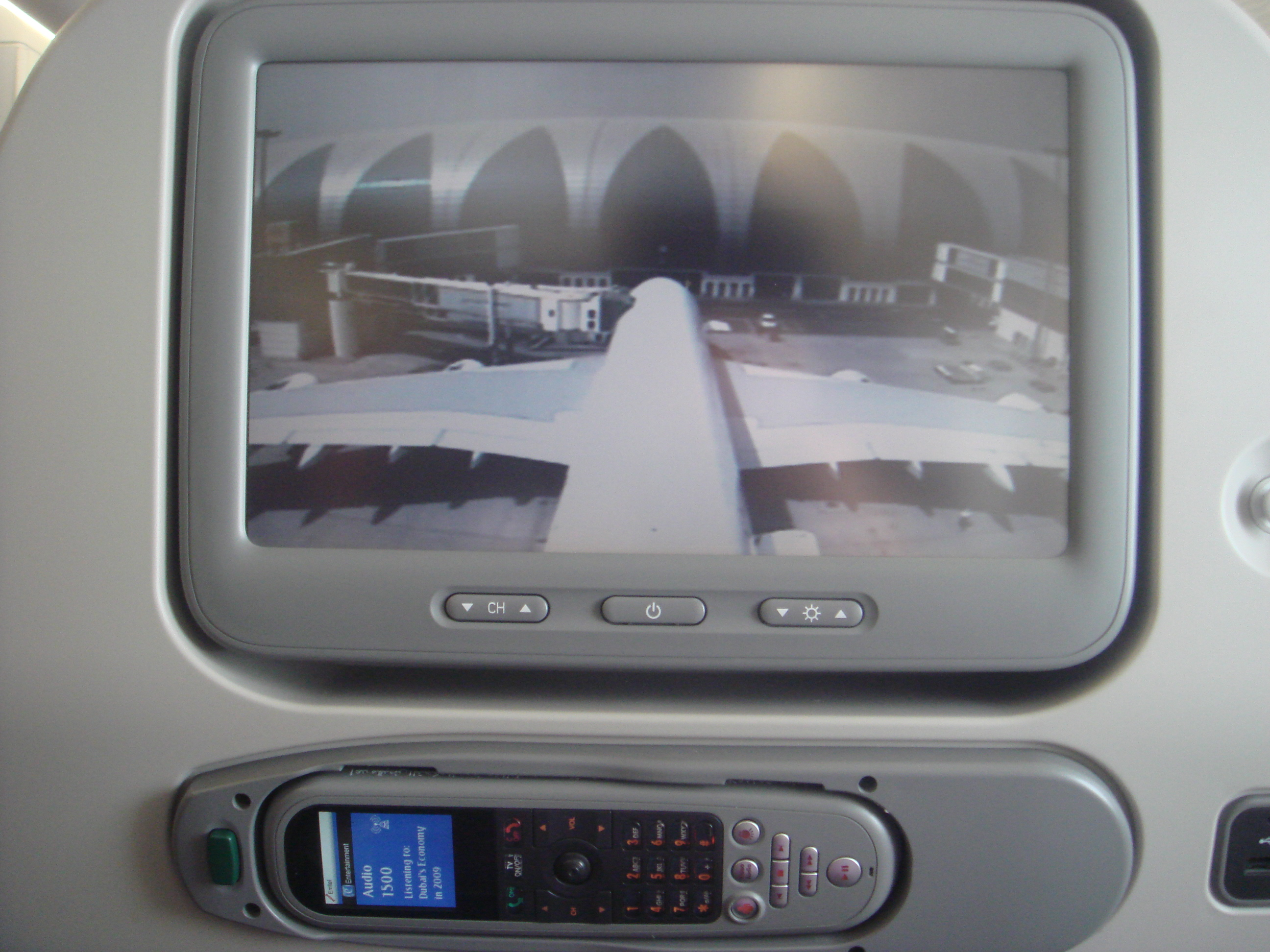
يُظهر نظام الترفيه الشخصي (ICE) على متن طائرة طيران الإمارات إيرباص إيه 380 منظر مطار دبي الدولي من الكاميرا الخلفية.

#### إلكترونيات
قد تكون المقاعد مجهزة بمنافذ طاقة (إما مآخذ طاقة فقط EmPower أو AC أو DC أو USB) للأجهزة الكهربائية الصغيرة ومنافذ سماعات الرأس للترفيه الصوتي. تتضمن معظم شركات الطيران ذات الخدمة الكاملة أيضًا شاشات فيديو شخصية كجزء من نظام الترفيه على متن الطائرة على متن طائرات المسافات الطويلة - لكن بعض الطائرات تستخدم نظام إحضار جهازك الخاص حيث يستخدم الركاب أجهزتهم الخاصة. غالبًا ما تكون الشاشات تعمل باللمس أو يمكن التحكم فيها عن طريق الهواتف المحمولة. في الدرجة الاقتصادية والدرجة الاقتصادية الممتازة، تكون الشاشة عادة في ظهر المقعد، ولكن في مقعد الصف الأمامي أو المقصورة الممتازة، قد يحتاجون إلى سحبها من مقصورة خاصة بعد الإقلاع، ثم إعادتها إلى هناك للهبوط.

#### مساند رأس قابلة للتعديل
تتميز معظم طائرات المسافات الطويلة (وطائرات المسافات القصيرة في بعض شركات الطيران) بمقاعد ذات مساند رأس قابلة للتعديل في جميع الدرجات، مما يسمح للراكب بضبط مسند الرأس من أجل الراحة.

#### دعم للظهر قابل للتعديل
يوجد دعم لأسفل الظهر قابل للضبط كهربائيًا في معظم مقاعد الدرجة الأولى ودرجة رجال الأعمال لمسافات طويلة. نادرًا ما تشتمل الدرجة الاقتصادية أيضًا على دعم قطني قابل للتعديل ميكانيكيًا على بعض الطائرات طويلة المدى. ومع ذلك، مع الاتجاه نحو مقاعد رفيعة في الدرجة الاقتصادية، اختفت هذه الراحة في الغالب من معظم تركيبات مقاعد الدرجة الاقتصادية الجديدة.

#### تدليك
تحتوي بعض مقاعد درجة رجال الأعمال، مثل ريكارو (CL 4420)، على ميزة تدليك مدمجة.

#### استلقاء بشكل مسطح
تتميز بعض كبائن درجة الأعمال بمقاعد تتكئ إلى وضع مسطح مائل. تتيح مقاعد «الاستلقاء بشكل مسطح بزاوية» مزيدًا من الراحة مقارنة بمقاعد الكرسي التقليدية، ولكنها أقل راحة من المقاعد ذات السرير المسطح الأفقي بالكامل.
تتميز معظم مقصورات الدرجة الأولى الدولية وعدد متزايد من كبائن درجة رجال الأعمال الدولية بمقاعد تتكئ إلى وضع مسطح أفقي بالكامل، وتشكل سريرًا.

#### مقاعد اقتصادية «سلملاين»
تقدم بعض شركات الطيران مقاعد «سلملاين» ("Slimline") (تعني: رفيعة السمك) جديدة في الدرجة الاقتصادية. في حين أن مصطلح «سلملاين» ليس مصطلحًا محددًا، فإن المقاعد ذات الخطوط الرفيعة تحتوي على حشوة أقل في الخلف. كما انخفض عرض المقعد وعرضه في الدرجة الاقتصادية، ففي عام 1985 لم تقدم أي من شركات الطيران الأمريكية الأربع الرئيسية مقعدًا أقل من 19 بوصة. منذ بداية القرن الحادي والعشرين حتى عام 2018، انخفض متوسط عرض المقعد من 18.5 إلى 17 بوصة، وأحيانًا يصل إلى 16.1 بوصة.
تزن مقاعد «سلملاين» أقل من المقاعد كاملة الحجم، ويُزعم أنها تسمح لشركات الطيران بزيادة السعة دون التأثير بشكل كبير على راحة الركاب. ومع ذلك، أعرب العديد من الركاب عن استيائهم من هذه المقاعد. علاوة على ذلك، بدأت وزارة النقل الأمريكية (DOT) في استكشاف قضايا السلامة المرتبطة بزيادة سعة الطائرة وتقليل مساحة المقعد الناتجة عن تركيب مقاعد «رفيعة المستوى». في جلسة استماع بتاريخ 14 أبريل 2015 للجنة الاستشارية لحماية مستهلكي الطيران التابعة لوزارة النقل، ناقشت سينثيا كوربيت، المحققة في المعهد الطبي للطيران المدني التابع لإدارة الطيران الفيدرالية (FAA)، المخاوف المتعلقة بالإخلاء في حالات الطوارئ للطائرات ذات السعة العالية. رفعت مجموعة المواطنين ("Flyers Rights") دعوى ضد إدارة الطيران الفيدرالية في عام 2017، بحجة أن الوكالة تتحمل مسؤولية منع المقاعد من التكدس بحيث تصبح مشكلة تتعلق بالسلامة في حالات الطوارئ.
كانت شركة ريكارو هي الرائدة في هذا النوع من المقاعد، لكن العديد من الشركات المصنعة الأخرى (مثل Weber Aircraft LLC وبي / إيه ايروسبيس) قد أدخلت مقاعدها الرفيعة أيضًا. قد تحتوي هذه المقاعد أو لا تحتوي على مساند رأس متحركة، وعمومًا لا تتميز بدعم قطني قابل للتعديل.
أحدث ابتكار من زودياك سيتس الولايات المتحدة (المعروف سابقًا باسم: Weber Aircraft LLC) هو الجزء السفلي من المقعد المفصلي، حيث يتحرك أسفل المقعد للأمام بالإضافة إلى إمالة ظهر المقعد للخلف. وقد تم تركيب هذه المقاعد في بعض طائرات إير لينغوس، دلتا إيرلاينز، طيران الإمارات، الخطوط الجوية الأمريكية، وأفيانكا، من بين آخرين. تم تبني هذه المقاعد في النهاية من قبل المنافسين مثل بي / إيه ايروسبيس وريكارو.

## تخطيط الجلوس

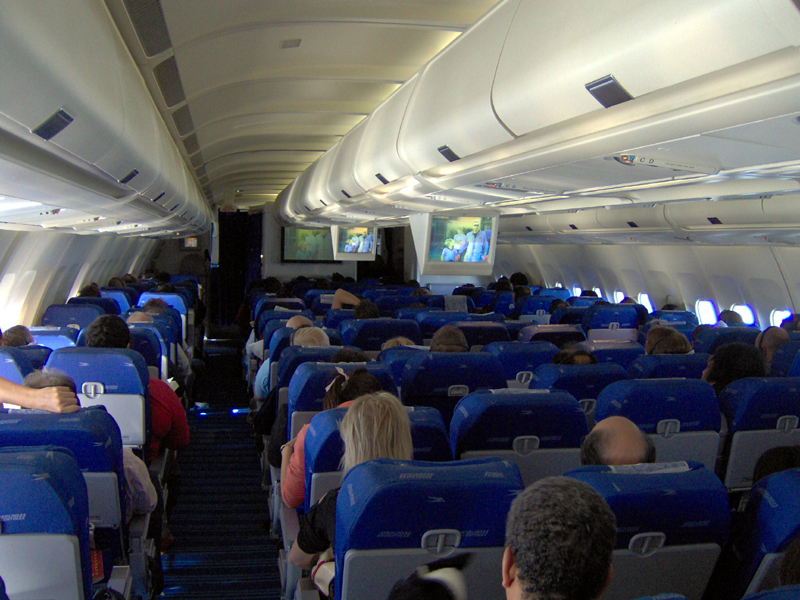
تصميم جلوس 2+4+2 على متن طائرة نفاثة عريضة البدن تابعة للخطوط الجوية الأرجنتينية (إيرباص إيه 340-200)

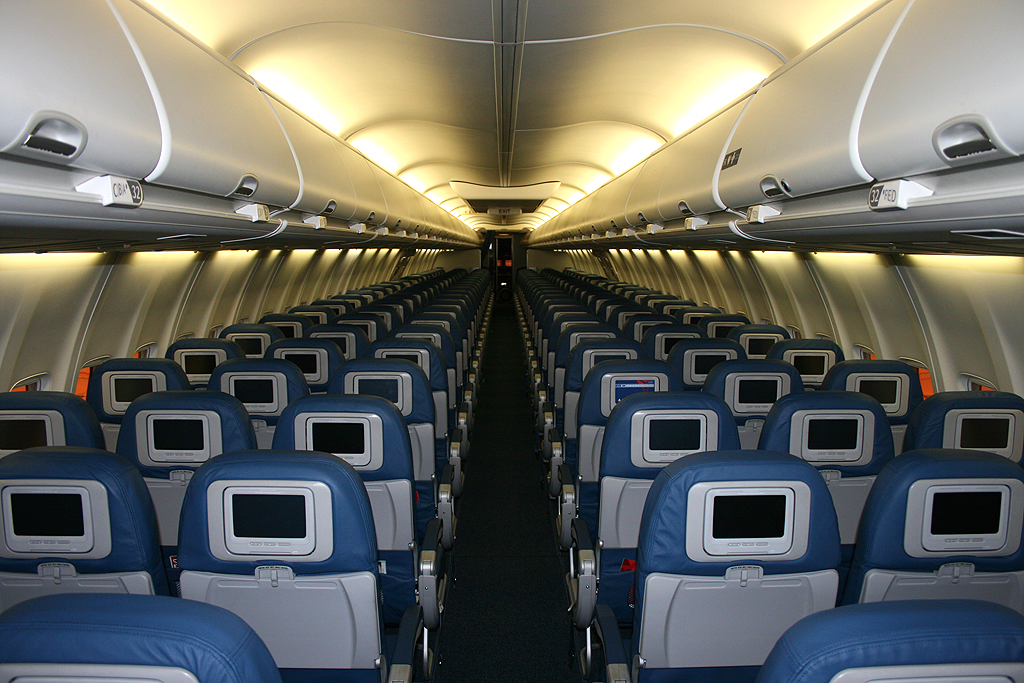
تخطيط جلوس 3+3 على متن طائرة نفاثة ضيقة البدن من طراز خطوط دلتا الجوية (بوينغ 737-800) مع طراز زودياك ايروسبيس طراز 5751 مقعدًا رفيعًا

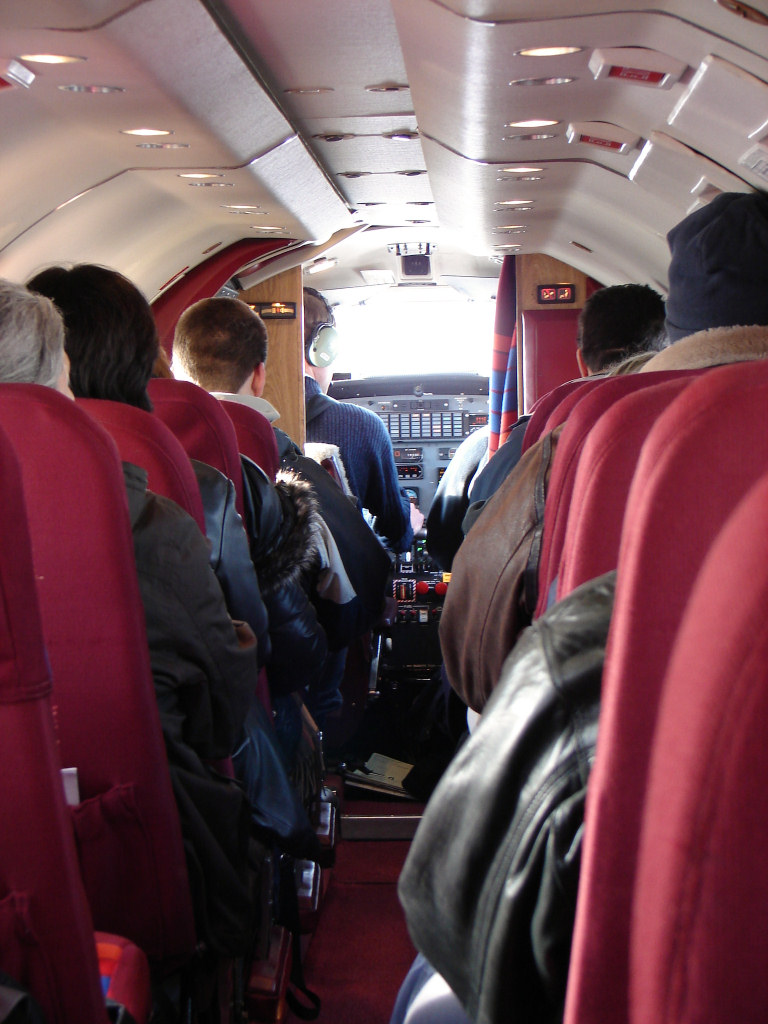
1+1 مقعد في طائرة فيرتشايلد سويارينغن ميترولاينر

غالبًا ما يتم تصنيف كبائن الخطوط الجوية على أنها ضيقة البدن إذا كان هناك ممر واحد به مقاعد على أي من الجانبين، أو ذات جسم عريض إذا كان هناك ممران بهما كتلة من المقاعد بينهما بالإضافة إلى المقاعد الموجودة على الجانب.
يتأثر عدد المقاعد جنبًا إلى جنب بعرض الطائرة. في الطائرات الصغيرة جدًا مثل بيتشكرافت 1900، توجد مقاعد فردية فقط على كل جانب من جانبي الممر (مقاعد 1+1). تمتلك أكبر طائرة ضيقة البدن مثل عائلة إيرباص إيه 320 وطائرة بوينغ 737 ستة مقاعد متقاربة في تصميم 3+3. توجد أيضًا تخطيطات غير متكافئة، ومن الأمثلة على ذلك طائرة إمبراير النفاثة الأقليمية التي تحتوي على مقاعد 1+2 بينما تتميز طائرات دوغلاس دي سي-9 وسوخوي سوبرجت 100 وإيرباص إيه 220 بمقاعد 2+3.
على الطائرات ذات الجسم العريض، يمكن أن تحتوي الكتلة المركزية للمقاعد بين الممرات على ما يصل إلى 5 مقاعد على متن طائرات مثل التصميم في معظم طائرات ماكدونل دوغلاس دي سي-10 وبعض طائرات بوينغ 777، على الرغم من أن بوينغ توصي بـ 3+3+3 إلى جانب 2+5+2 تخطيط. تحتوي الطائرات العريضة جدًا مثل بوينغ 747 أو إيرباص إيه 380 على عشرة مقاعد جنبًا إلى جنب، عادةً في تخطيط 3+4+3، على الرغم من أن هذا التصميم يستخدم أيضًا في بعض الأحيان كتخطيط عالي الكثافة على الطائرات التي تتسع عادةً لتسعة مقاعد جنبًا إلى جنب، مثل بوينغ 777، أو دي سي-10. في الآونة الأخيرة، اعتمدت شركات الطيران عشرة مقاعد جنبًا إلى جنب على طائرات بوينغ 777-300.
في حين أن هناك بعض الاستثناءات، فإن معظم مقاعد الطائرات التجارية مواجهة للأمام وغالبًا ما تكون مقاعد الطائرات العسكرية مواجهة للخلف. عرضت شركة خطوط ساوث ويست في السابق عددًا قليلاً من المقاعد ذات الواجهة الخلفية على بعض الطائرات، لكن هذا المخطط قد انتهى الآن. المقاعد المواجهة للخلف شائعة أيضًا على طائرات رجال الأعمال، لتوفير تخطيط من نوع المؤتمر. الخطوط الجوية البريطانية، ويونايتد إيرلاينز، وأمريكان إيرلاينز لديها أيضًا مقاعد مواجهة للخلف في كلوب وورلد (باستثناء إيه 350)، وكابينة بوينغ 777-200 يونايتد فيرست و (اختر) درجة رجال الأعمال، على التوالي. لقد قيل إن المقاعد المواجهة للخلف أكثر أمانًا لأنه في حالة حدوث تصادم، فإن التباطؤ المفاجئ سيدفع الراكب إلى المقعد المواجه للخلف بدلاً من خارجه، مما يعني أن القوة موزعة على ظهر المقعد بالكامل، بدلاً من ذلك. من أحزمة حزام الأمان. تستند الحجة ضد مثل هذه المقاعد إلى راحة الركاب وسلامتهم والتكلفة. يمكن القول إن الركاب الذين يرغبون في التصميم الطبيعي للمقاعد المواجهة للأمام قد يكونون غير مرتاحين بالتخطيط الخلفي. من ناحية السلامة، كان الجدل هو أنه أثناء تحطم طائرة، فإن الحطام، مثل الأمتعة، سوف يطير إلى الأمام في المقصورة، ومن المحتمل جدًا أن يصيب الركاب في المقاعد المواجهة للخلف. من ناحية التكلفة، تحتاج المقاعد المواجهة للخلف إلى تقوية إضافية مما يضيف وزنًا إضافيًا وبالتالي ارتفاع تكاليف الوقود.
تقدم العديد من شركات الطيران خرائط لتكوينات المقاعد الخاصة بها على مختلف الطائرات التي يسافرون فيها. بالنسبة لشركات الطيران التي ليس لديها خرائط مقاعد، تعرض مواقع الويب مثل SeatGuru خرائط المقاعد لشركات الطيران المذكورة أعلاه.

### ترتيب
توجد مقاعد النوافذ على جوانب الطائرة، وعادةً ما تكون بجوار النافذة، على الرغم من أن بعض الطائرات بها صفوف مقاعد حيث لا توجد نافذة. يفضل الركاب الذين يرغبون في رؤية منظر أو جدار يمكن أن يتكئوا عليه. يتمتع الركاب في المقاعد المجاورة للممر بميزة القدرة على مغادرة المقعد دون الحاجة إلى التسلق فوق الركاب الآخرين، ولديهم ممر يمكنهم مد أرجلهم إليه. إذا كانت كتلة المقاعد بها ثلاثة مقاعد أو أكثر، فستكون هناك أيضًا مقاعد متوسطة لا تحظى بشعبية لأن الراكب محصور بين راكبين آخرين دون مزايا مقاعد النافذة أو الممر. عادةً ما يتم حجز المقاعد الوسطى أخيرًا.

## حجم المقعد
عند تقييم حجم (وراحة) المقعد، فإن المصطلحات الرئيسية المستخدمة هي الملعب (pitch) والعرض (width).
أفيد في عام 2016 أن متوسط المسافة بين صفوف المقعد (الملعب) قد انخفض إلى 79 سنتيمتر (31 بوصة)، من أكثر من 89 سنتيمتر (35 بوصة)، بينما تقلص متوسط عرض المقعد إلى 43 سنتيمتر (17 بوصة) من 46 سنتيمتر (18 بوصة) في العقدين الماضيين.

### ملعب مقعد
يتم تعريف ميل المقعد على أنه المسافة بين نقطة على مقعد واحد ونفس النقطة على المقعد أمامها. في جميع الحالات تقريبًا، تزداد مساحة المقعد مع درجة السفر (الاقتصادية، والأعمال التجارية، أولاً، إلخ.) بالنسبة للعديد من شركات النقل، تتراوح مساحة الملعب في الدرجة الاقتصادية من 29 إلى 32 بوصة (74 إلى 81 سـم). مساحة الأرجل تعتمد على درجة المقعد وسماكة ظهر المقعد. ادعت شركات الطيران أن تقليل مساحة المقعد يمكن تعويضه من خلال تصميم ظهر المقعد أنحف.
كانت مقاعد درجة رجال الأعمال في أمريكان إيرلاينز في طائرات بوينغ 767-200 السابقة 62 بوصة (160 سـم)، الأكبر في أي فئة أعمال قصيرة المدى. تم دمج الخطوط الجوية الأمريكية الآن مع شركة أمريكان إيرلاينز، ولديها مقاعد مسطحة من الدرجة الأولى في طائراتها من طراز إيرباص إيه 330-300 مع مساحة مقعد تبلغ 94 بوصة (2 بوصة أقل من 8 أقدام) أو 240 سم (2.4 متر)
في عام 2010، يمكن أن تكون مساحة المقعد في شركات الطيران منخفضة التكلفة منخفضة تصل إلى 28 بوصة (71 سـم) في حالة شركة سبيريت إيرلاينز ولكن كان حجمها عادة 29 بوصة (74 سـم) أو 30 بوصة (76 سـم).

### عرض المقعد

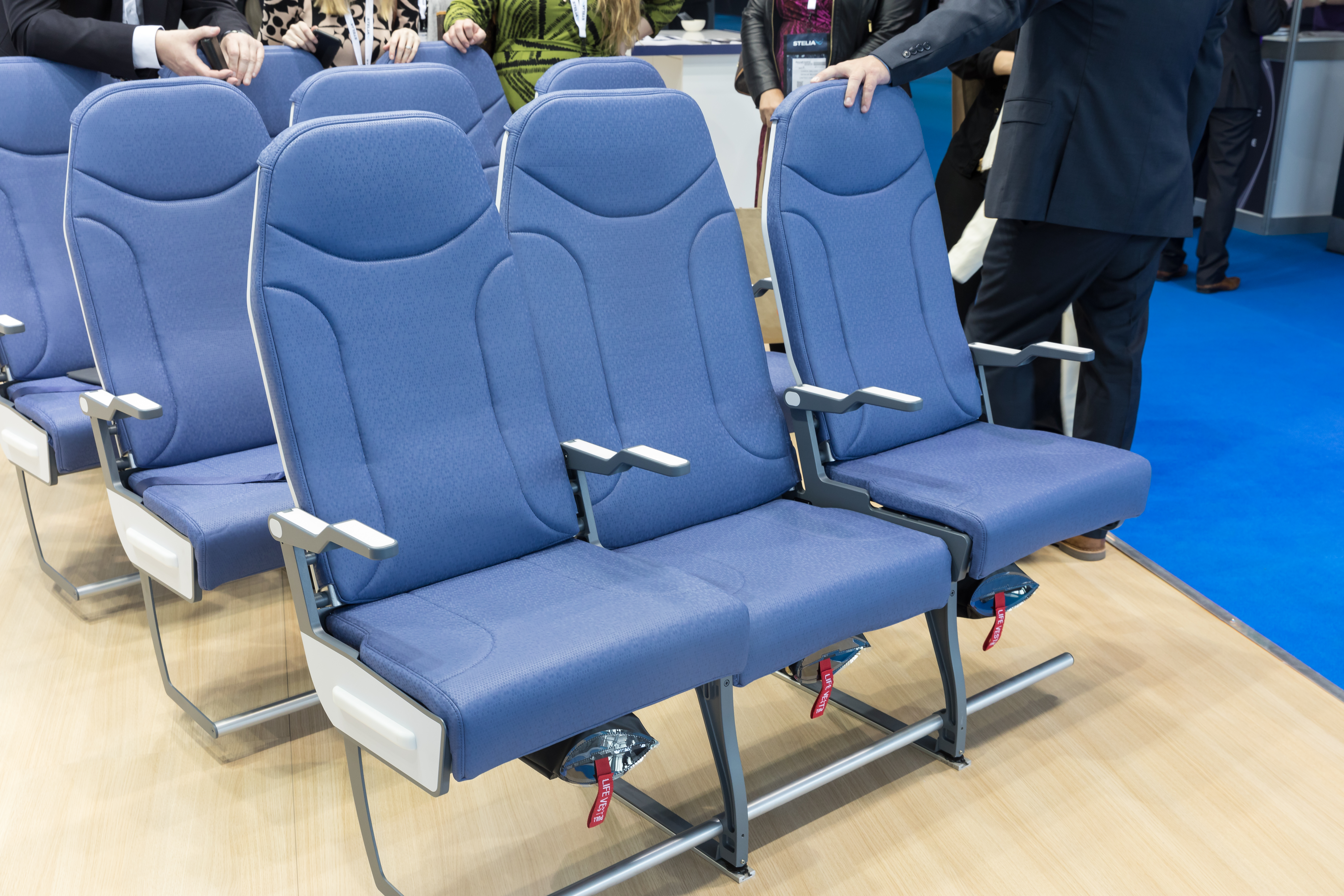
مقاعد الدرجة الاقتصادية مع عرض متنوع للمقعد (عرض أكبر للمقعد الأوسط وعرض أقل لمقعد النافذة)

هناك بعض الغموض حول معنى «عرض المقعد». يمكن اعتباره عرضًا محاطًا بمساند الذراعين على كل جانب، أي العرض المتاح للجلوس، أو كمسافة من نقطة المنتصف لمسند ذراع واحد إلى نقطة المنتصف التالية، وهو رقم أكبر بعرض مسند الذراع، والعرض المتاح للأكتاف (وهو أيضًا ثلث عرض كتلة من ثلاثة مقاعد متطابقة). يُعتقد أن معظم شركات الطيران تستخدم أول هذه الأرقام. في الدرجة السياحية، كان هذا العرض عادة من 43 إلى 46 سنتيمتر (17 إلى 18 بوصة) في عام 2003.
في عام 2013، قالت شركة إيرباص إنه بالنسبة للرحلات الطويلة، يجب أن يكون هناك معيار صناعي لحد أدنى من عرض المقعد يبلغ 18 بوصة في الكبائن الاقتصادية، لكن منافستها بوينغ جادلت بأن الأمر متروك لشركات الطيران لاتخاذ القرار. أخذ الناس يتصخمون: فقد زاد وزن الرجل الأمريكي العادي في الأربعينيات من عمره بنسبة 10 في المائة في الثلاثين عامًا منذ طرح طائرة بوينغ 747 في عام 1970 المقعد الضيق الذي يبلغ عرضه 17 بوصة والذي تفضله شركة بوينغ هو إرث من خمسينيات القرن الماضي عندما تم تقديم طائرات الركاب لأول مرة. في السبعينيات والثمانينيات من القرن الماضي مع إدخال طائرة بوينغ 747 وأول طائرة إيرباص، أصبحت 18 بوصة قياسية للرحلات الطويلة. تم توسيع المقاعد إلى 18.5 بوصة مع بوينغ 777 في التسعينيات وإيه 380 سوبرجامبو في عقد 2000. تتبنى العديد من شركات الطيران مقاعد أخف بعرض 17 بوصة على مقاعدها من طراز بوينغ 777 و 787 و 18 بوصة لطائرات إيرباص إيه 350. على الرغم من أن الإعداد القياسي في الجزء الخلفي من طائرة بوينغ 777 استمر لما يقرب من 20 عامًا، فقد كان تسعة مقاعد لكل صف، في عام 2012 تم تسليم ما يقرب من 70 ٪ من أكبر نسخة من تلك الطائرة بمقاعد تتسع لـ 10 مقاعد. عندما طرحت إيرباص طائرة إيه 380، عرضت مقاعد تتسع لعشرة مقاعد، مما يمنح كل راكب ما يصل إلى 19 بوصة من مساحة الورك. في عام 2013، قامت عشر شركات طيران بتسيير طائرة إيرباص إيه 330 بتسعة مقاعد مقاس 16.7 بوصة في كل صف، بدلاً من المقاعد الثمانية التي تم تصميمها من أجلها. خلص تقرير بحثي بتكليف من شركة إيرباص إلى أن بوصة إضافية في عرض المقعد تعمل على تحسين جودة النوم بنسبة 53 بالمائة.
كان هناك اتجاه محدد لزيادة كثافة المقاعد الاقتصادية في القرن الحادي والعشرين. في عام 1985، لم تعرض أي من شركات الطيران الأمريكية الأربع الرئيسية مقعدًا يقل عرضه عن 19 بوصة. منذ بداية القرن الحادي والعشرين حتى عام 2018، انخفض متوسط عرض المقعد من 18.5 إلى 17 بوصة، وأحيانًا يصل إلى 16.1 بوصة.

### كرسي الممر
«كرسي الممر» بالطائرة هو مقعد متحرك توفره شركات الطيران للمسافرين الذين يحتاجون إلى كرسي متحرك. في حين أن معظم القطارات والحافلات وغيرها من وسائل النقل العام بها مساحة لكرسي متحرك خاص بالراكب للجلوس ومنحدر أو مساعدة للرفع للصعود، فإن ممرات الطائرات ضيقة جدًا بالنسبة للكراسي المتحركة التقليدية. يتيح كرسي الممر لراكب الكرسي المتحرك التنقل بمساعدة الركاب في الصعود والنزول، والتحرك على متن الطائرة داخل المقصورة مثل المرحاض.

## مواد

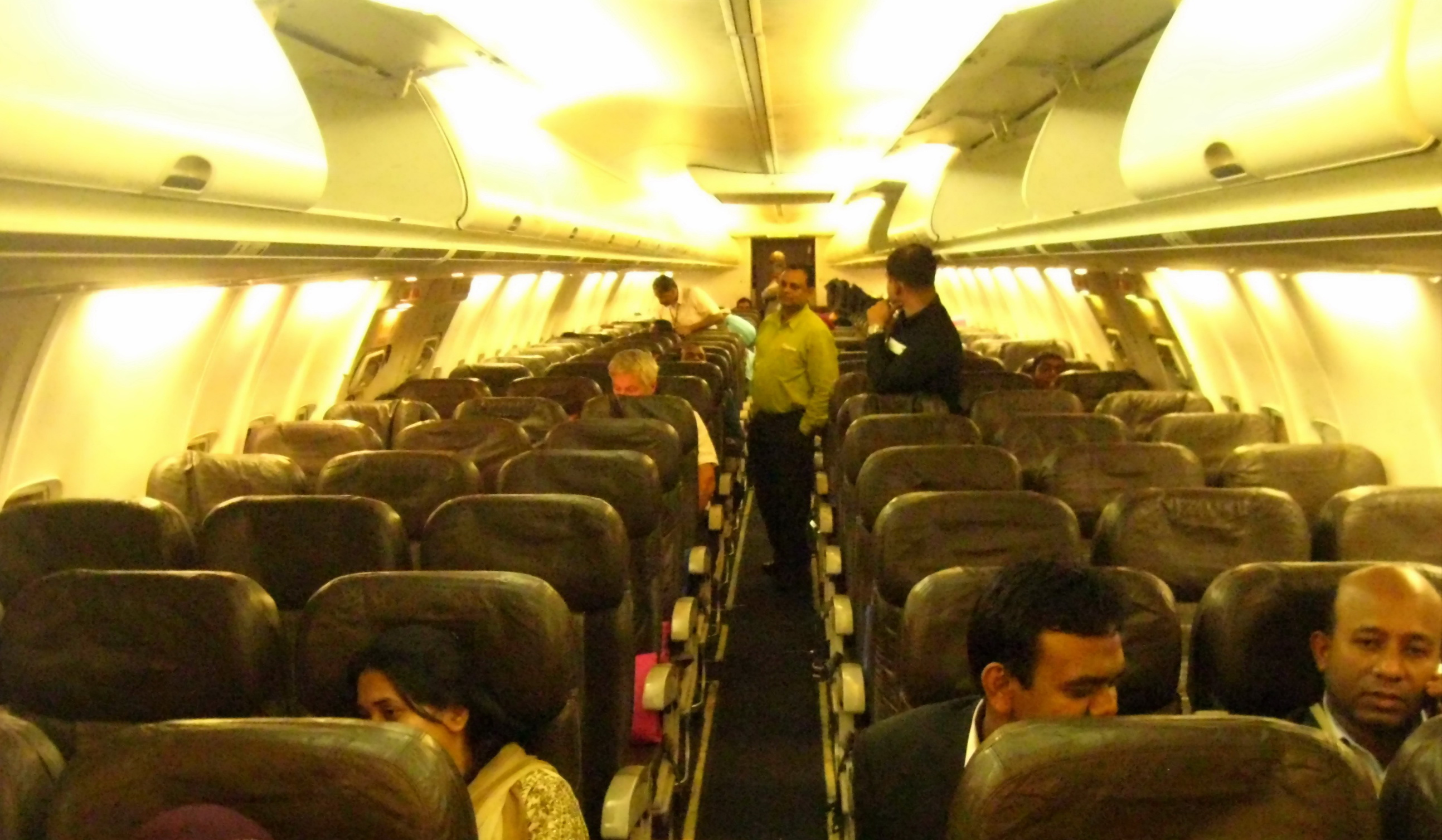
تُستخدم المقاعد الجلدية الأكثر تكلفة في طائرة بوينغ 737-800 التابعة لخطوط بيمان بنغلاديش الجوية (تسجيل S2-AFL). إلى جانب إضافة الفخامة، هناك سببان رئيسيان لاستخدام المقاعد الجلدية وهما سهولة تنظيف الخامة وتمنع نقع السائل المنسكب في الحشو.

تم تصميم مقاعد الخطوط الجوية لتكون خفيفة الوزن، ولكن في نفس الوقت قوية ومقاومة للحريق، مع مراعاة راحة الركاب أيضًا. التصميم النموذجي هو إطار من الألومنيوم مع كتل من رغوة البولي يوريثان ملحقة به. في بعض الحالات، توجد طبقة من القماش المقاوم للحريق، على سبيل المثال، كيفلر أو نومكس فوق هذا، وفي الجزء العلوي طبقة من القماش أو الجلد. 
المقاعد الجلدية أغلى من المقاعد القماشية التقليدية. ومع ذلك، فإن العديد من شركات الطيران، بما في ذلك شركات الطيران منخفضة التكلفة، تختار الجلد ليس فقط لتقديم منتج أكثر «فخامة»، ولكن أيضًا لأن مثل هذه المقاعد أسهل في التنظيف وتمنع السوائل المنسكبة من الانغماس إلى الحشو لتقليل مشاكل التحول.

## اللون
في الأيام الأولى للطيران إلى حد ما، كانت مقاعد شركات الطيران ذات ألوان ترابية ناعمة مثل البني الفاتح والرمادي، والتي كانت تهدف إلى تهدئة الركاب. خلال السبعينيات، أصبحت الألوان الأكثر إشراقًا مثل الأحمر والبرتقالي أكثر شيوعًا. بعد ذلك، أصبحت ظلال اللونين الأزرق والرمادي، مع نغمة أكثر شبهاً بالعمل، هي الخيار الأكثر شيوعًا. ومع ذلك، لا تزال بعض شركات الطيران مثل الخطوط الجوية النمساوية والإمارات والخطوط الجوية السنغافورية تستخدم الألوان الناعمة على المقاعد.

## اضافات

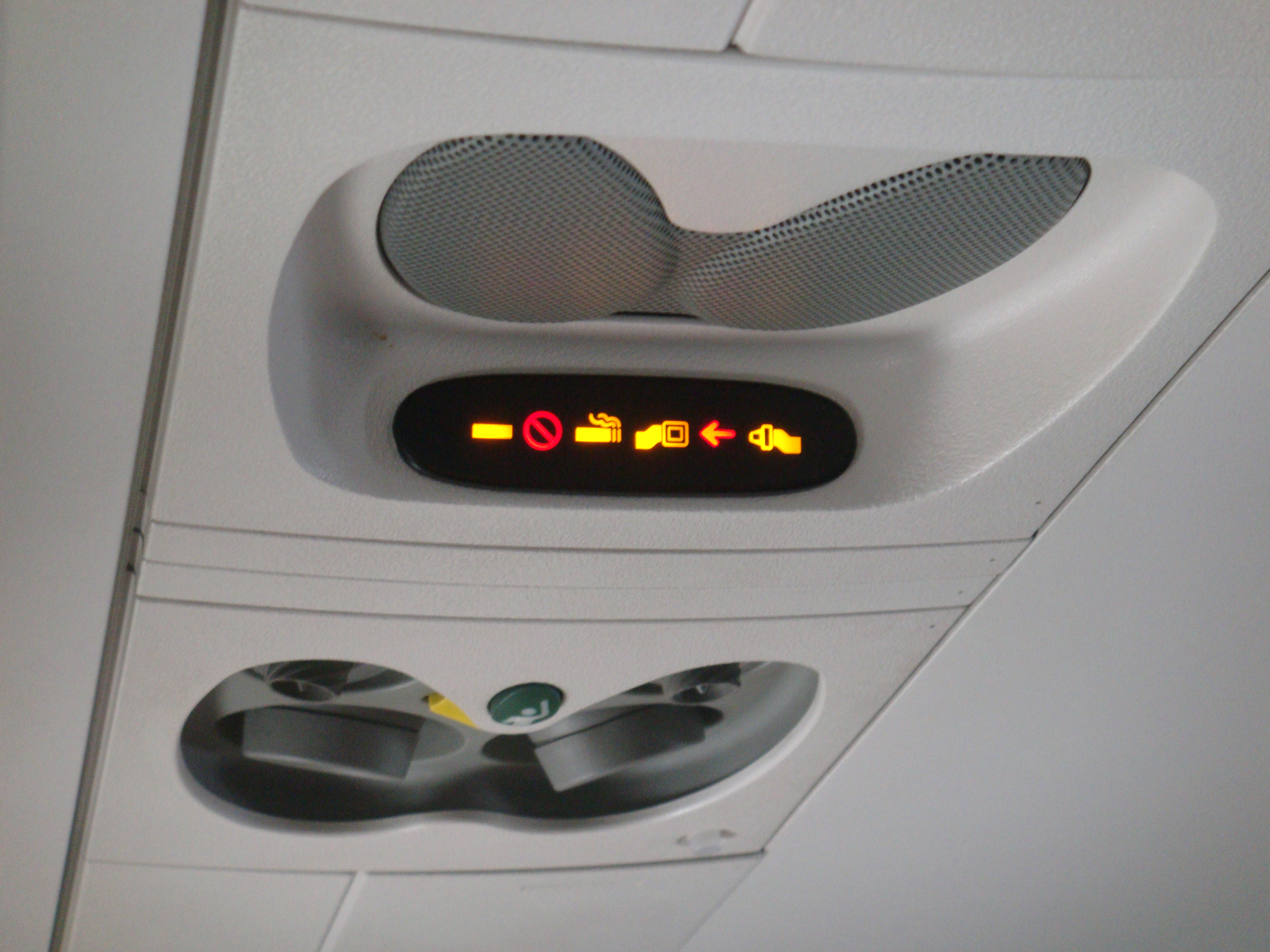
لافتات الركاب والأضواء وفوهات التهوية على بومباردييه سي آر جيه 200. السماعات أمام أضواء حزام المقعد في هذا المنظور، وزر الاتصال المصاحب هو الزر البيضاوي أمام أضواء القراءة.

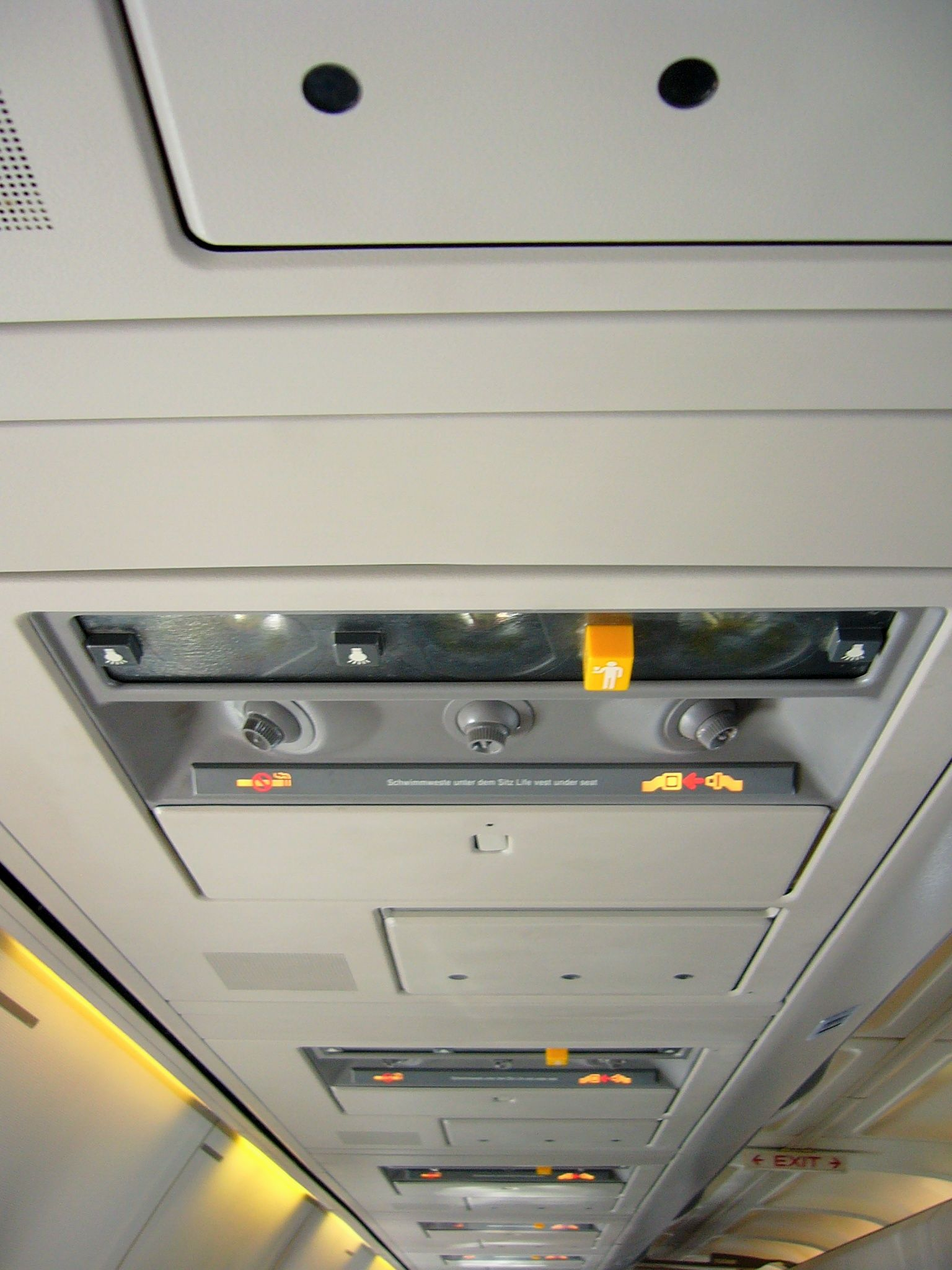
ترتيب الضوابط والأضواء والفوهات على طائرة بوينغ 737. توجد علامة "ربط حزام الأمان" أمام الفتحات مباشرة.

بشكل عام، كل وضع فردي للمقعد (باستثناء آخره في الجزء الخلفي من المقصورة) يحتوي على مجموعة صغيرة من أدوات التحكم الإضافية المدمجة في ظهر المقعد للراكب مباشرة خلف المقعد. يحتوي المقعد نفسه عادةً على طاولة صغيرة قابلة للطي وقابلة للتمديد (والتي يجب طيها أثناء الإقلاع والهبوط)، وفي معظم الطائرات الدولية ذات الجسم العريض، شاشة فيديو (LCD) أعلى طاولة الدرج مباشرة (كانت الطائرات السابقة تحتوي على شاشة عرض كبيرة واحدة في مقدمة كل حجرة). مباشرة فوق المقعد (في سقف الكابينة) توجد وحدة تحكم لوحدة خدمة الركاب. قد تتضمن عناصر التحكم في وحدة تحكم وحدة خدمة الركاب(PSU) ما يلي:
- فوهة تكييف الهواء يمكن للراكب تعديل تدفق الهواء واتجاهها. توجد هذه الميزة في معظم الطائرات ذات الجسم الضيق، لكن العديد من شركات الطيران تحذفها على العديد من الطائرات الأحدث ذات الجسم العريض (مثل بوينغ 777).
- مصباح قراءة (غالبًا ما يكون مشابهًا جدًا للفوهة) يمكن للراكب تشغيله للحصول على إضاءة إضافية، خاصة عند إطفاء مصابيح المقصورة الرئيسية. عادة ما توجد الأزرار الخاصة بتشغيل وإطفاء الأضواء مباشرة على وحدة التحكم العلوية في معظم الطائرات ذات البدن الضيق، بينما في معظم الطائرات ذات الجسم العريض، توجد الأزرار عادةً جنبًا إلى جنب مع أدوات التحكم في الترفيه على متن الطائرة (IFE)، والتي قد تكون على مساند للذراعين أو ظهور المقعد أو واجهة تعمل باللمس.
- زر اتصال، عند الضغط عليه، ينبه مضيفة الطيران على متن الطائرة لحضور الركاب في الصف مع الضغط على الزر (إشارة صوتية هادئة في المطبخ وأضواء متنوعة تنبيه المضيفات). كما هو الحال مع أزرار ضوء القراءة، يوجد زر الاتصال عادةً مباشرة على وحدة التحكم العلوية في معظم الطائرات ذات الهيكل الضيق، بينما يتم العثور عليها جنبًا إلى جنب مع عناصر التحكم الترفيه على متن الطائرة (IFE) في معظم الطائرات ذات الجسم العريض.
- علامة «ربط حزام الأمان» التي تضاء أثناء الإقلاع والهبوط وأثناء الاضطرابات. قد لا تزال هناك علامة «ممنوع التدخين» على الطائرات الأقدم التي سبقت حظر التدخين؛ قد تحتوي الطائرات الأحدث على علامة «إيقاف تشغيل الأجهزة الإلكترونية» بدلاً من ذلك.

توجد ستائر للنوافذ للحماية من أشعة الشمس في مقاعد النوافذ. تتطلب اللوائح أن تكون مفتوحة أثناء الهبوط والإقلاع، لتوفير الرؤية داخل وخارج الطائرة في حالات الطوارئ. تطلب بعض شركات الطيران من الركاب إبقاء ظلال النوافذ مغلقة، بالإضافة إلى كتم إضاءة المقصورة، في الأوقات التي يرغب فيها معظم الركاب في النوم. تستخدم طائرة بوينغ 787 دريملاينر نوافذ كهرلونية بدلاً من أغطية النوافذ. توفر العديد من مساند الذراعين أجهزة لإمالة الكرسي وأجهزة التحكم في أنظمة الترفيه على متن الطائرة. منافض السجائر، التي يتم توفيرها عالميًا عندما يُسمح بالتدخين، لا تزال تُقدم أحيانًا للمخلفات الصغيرة.